# Stagione di college football 2011
La stagione di college football NCAA Division I FBS 2011 negli Stati Uniti organizzata dalla National Collegiate Athletic Association (NCAA) per la Division I Football Bowl Subdivision (FBS), il livello più elevato del football universitario, è iniziata il 1º settembre e la sua stagione regolare si è conclusa il 10 dicembre 2013. La finale si è disputata il 9 gennaio 2012 al Mercedes-Benz Superdome di New Orleans, Louisiana.
Gli Alabama Crimson Tide batterono gli LSU Tigers nella finalissima, laureandosi campioni nazionali del 2011.

## Classifica finale
| Pos. | College        | Record | Bowl             |
| 1    | LSU            | 13–0   | BCS Championship |
| 2    | Alabama        | 11–1   | BCS Championship |
| 3    | Oklahoma State | 11–1   | Fiesta           |
| 4    | Stanford       | 11–1   | Fiesta           |
| 5    | Oregon         | 11–2   | Rose             |
| 6    | Arkansas       | 10–2   | Cotton           |
| 7    | Boise State    | 11–1   | Las Vegas        |
| 8    | Kansas State   | 10–2   | Cotton           |
| 9    | South Carolina | 10–2   | Capital One      |
| 10   | Wisconsin      | 11–2   | Rose             |
| 11   | Virginia Tech  | 11–2   | Sugar            |
| 12   | Baylor         | 9–3    | Alamo            |
| 13   | Michigan       | 10–2   | Sugar            |
| 14   | Oklahoma       | 9–3    | Insight          |
| 15   | Clemson        | 10–3   | Orange           |
| 16   | Georgia        | 10–3   | Outback          |
| 17   | Michigan State | 10–3   | Outback          |
| 18   | TCU            | 10–2   | Poinsettia       |
| 19   | Houston        | 12–1   | TicketCity       |
| 20   | Nebraska       | 9–3    | Capital One      |
| 21   | Southern Miss  | 11–2   | Hawai'i          |
| 22   | Penn State     | 9–3    | TicketCity       |
| 23   | West Virginia  | 9–3    | Orange           |
| 24   | Texas          | 7–5    | Holiday          |
| 25   | Auburn         | 7–5    | Chick-fil-A      |

## Premi e onori

### Heisman Trophy
L'Heisman Trophy è assegnato ogni anno al miglior giocatore.
Classifica finale
| Giocatore          | College     | Ruolo | 1º  | 2º  | 3º  | Totale |
| ------------------ | ----------- | ----- | --- | --- | --- | ------ |
| Robert Griffin III | Baylor      | QB    | 405 | 168 | 136 | 1,687  |
| Andrew Luck        | Stanford    | QB    | 247 | 250 | 166 | 1,407  |
| Trent Richardson   | Alabama     | RB    | 138 | 207 | 150 | 978    |
| Montee Ball        | Wisconsin   | RB    | 22  | 83  | 116 | 348    |
| Tyrann Mathieu     | LSU         | CB    | 34  | 63  | 99  | 327    |
| Matt Barkley       | USC         | QB    | 11  | 33  | 54  | 153    |
| Case Keenum        | Houston     | QB    | 10  | 20  | 53  | 123    |
| Kellen Moore       | Boise State | QB    | 6   | 21  | 30  | 90     |
| Russell Wilson     | Wisconsin   | QB    | 4   | 12  | 15  | 52     |
| LaMichael James    | Oregon      | RB    | 5   | 12  | 9   | 48     |

Fonte: 

### Altri premi al miglior giocatore
- Giocatore dell'anno dell'Associated Press: Robert Griffin III
- Maxwell Award (miglior giocatore): Andrew Luck
- Walter Camp Award (miglior giocatore): Andrew Luck